# Popular
Popular är en amerikansk tv-serie, producerad av Touchstone Television och sändes i USA åren 1999 till 2001. I Sverige gick den på Kanal 5. Serien sändes bara i två säsonger, den lades ner på grund av dåliga tittarsiffror, något som delvis kan ha berott på sämre sändningstiden under andra säsongen. Popular är skapad av Ryan Murphy, som är skaparen bakom serien Nip/Tuck, och Gina Matthews. Huvudrollsinnehavare i serien är Leslie Bibb i rollen som Brooke McQueen, och Carly Pope i rollen som Samantha "Sam" McPherson. Sara Rue spelade också en roll i serien.
Serien sändes återigen i början av 2008 i TV400.

## Handling
Popular handlar i stort sett om de konflikter som uppstår när skolans coola gäng och skolans töntiga gäng tvingas till att beblanda sig med varandra. Skolans populäraste tjej, Brooke McQueen, är cheerleader och har två följeslagare; Den något mentalt instabila Mary Cheery, och den elaka Nicole Julian. Naturligtvis har hon också en sportfåne till pojkvän, Josh Ford, vilken har en bästa vän med namnet Michael (Sugar Daddy) Bernardino. Alla skolans tjejer vill vara Brooke och vill ha hennes liv, medan andra är extremt avundsjuka.
Vidare finns på skolan skoljournalisten Sam McPherson. Hennes vänner är aktivisten och vegetarianen Lily Esposito, och den överviktiga Carmen Ferrara som drömmer om att bli en cheerleader, och tönten Harrison John. Alla går i gymnasieskolan Jaqueline Kennedy High School. Som om det inte var nog att bara ha en konflikt mellan de coola och töntarna på skolan terroriseras eleverna av den sadistiska och mentalt instabila biologiläraren Roberta (Miss Bobbi) Glass. Dessutom får Sam och Brooke reda på att Brookes pappa, Mike McQueen, och Sams mamma, Jane McPherson, är förälskade och ska flytta ihop. Genom serien får man följa hur det går när skolans två grupper måste beblanda sig med varandra.